# Aeroporto di Kashgar
L'Aeroporto di Kashgar o di Kashi (IATA: KHG, ICAO: ZWSH) è un aeroporto cinese situato nell'estremo lembo occidentale del Paese a 9 km a nord della città di Kashgar, lungo la Strada Nazionale 314, nella provincia dello Xinjiang a poche decine di chilometri dal confine con il Kirghizistan. La struttura è dotata di una pista in asfalto lunga 3200 m e larga 45 m, l'altitudine è di 1 380 m, l'orientamento della pista è RWY 08-26, la frequenza radio 118,500 MHz per la torre. L'aeroporto è gestito dalla Xinjiang Airport (Group) CO. LTD ed effettua attività 24 ore al giorno. È aperto al traffico commerciale.